# Festival da Canção 2010
La quarantaseiesima edizione del Festival da Canção si è tenuta tra il 2 e il 6 marzo 2010 presso l'arena di Campo Pequeno di Lisbona e ha selezionato il rappresentante del Portogallo all'Eurovision Song Contest 2010.
La vincitrice è stata Filipa Azevedo con Hà dias assim.

## Partecipanti
| Artista              | Brano                                  | Musica (m) e testo (t)                                                    |
| -------------------- | -------------------------------------- | ------------------------------------------------------------------------- |
| Banda Trocopasso     | O mundo de pernas para o ar            | Jorge Oliveira (m & t)                                                    |
| Catarina Pereira     | Canta por mim                          | Andrej Babić (m) e Carlos Coelho (t)                                      |
| Claudisabel          | Contra tudo e todos                    | Jordi Cubino (m) e Luis André Florindo (t)                                |
| Davi Duarte          | Serei alguém p'ra ti                   | Davi Duarte (m & t)                                                       |
| David Navarro        | Quem è que será?                       | J.M., Jorge Moreira, Jorge do Carmo e Tó Andrade (m & t)                  |
| Dennisa              | Meu mundo de sonhos                    | Barreto (m), João Sanguinheira (m) e João Novo (t)                        |
| Evelyne Filipe       | A tua voz                              | Joachim Vermeulen Windsant (m), Maarten ten Hove (m) e Evelyne Filipe (l) |
| Filipa Azevedo       | Há dias assim                          | Augusto Madureira (m & t)                                                 |
| Filipa Galvão Telles | O amor não sabe                        | José Campos Sousa (m) ed António Tinoco (t)                               |
| Filipe Delgado       | Serei eu                               | Ernesto Leite (m & t)                                                     |
| Gonçalo Madruga      | Cores de um mundo                      | Gonçalo Madruga (m & t)                                                   |
| Gonçalo Tavares      | Rios                                   | Gonçalo Tavares (m & t)                                                   |
| Homens da Luta       | Luta assim não dá                      | Vasco Duarte (m) e Jel (t)                                                |
| Joana Lobo Anta      | Há dias                                | Rita Vasconcellos (m) e Ana Zanatti (t)                                   |
| João Pedreira        | Destino qualquer                       | João Pedreira (m & t)                                                     |
| Jorge Guerreiro      | Ai Lisboa                              | José Félix (m) e Catarina Martins (t)                                     |
| Nina Pinto           | Meu coração não è meu                  | Marios Gligoris (m) e Augusto Madureira (t)                               |
| Nucha                | Chuva                                  | Marios Gligoris (m) e Nuno Valério (t)                                    |
| Nuno & Fábia         | Amar (Vieste para me salvar)           | Pedro Britohá (m) e Pedro Vaz (t)                                         |
| Nuno Pinto           | Fogo lento                             | Américo Faria (m & t)                                                     |
| Ouro                 | Arco-íris dentro de mim                | José Castanheira (m), Jan Van Dijck (m) e Paulo Abreu de Lima (l)         |
| Paulo João Sousa     | Pintado a carvão                       | Paulo João Sousa (m & t)                                                  |
| Ricardo Levi         | Minha alma lusitana                    | Nuno Pires (m) e Tó Andrade (t)                                           |
| Ricardo Martins      | Caminheiro de mim                      | Ricardo Martins (m & t)                                                   |
| Rui Nova             | Uma canção à Cid (O sol e as estrelas) | Rui Nova (m & t) e Noé Gavina (m)                                         |
| Seis Po' Meia Dúzia  | Pássaro saudade                        | Ricardo Rodrigues (m) e Irene Lúcia Andrade (t)                           |
| Terra D'Água         | Amanhã no mar                          | Davide Zaccariahá (m) e Tiago Espírito Santo (t)                          |
| The Agency           | É assim que as coisas são              | The Agency (m & t)                                                        |
| Vanessa              | Alvorada                               | Nuno Feist (m) e Nuno Marques da Silva (t)                                |
| V-Boy                | Quando eu penso em ti                  | Mauro Guerreiro (m) e Vítor dos Santos (t)                                |

## Votazione online
| #  | Artista              | Brano                                  | Punteggio | Punteggio | Posizione |
| -- | -------------------- | -------------------------------------- | --------- | --------- | --------- |
| 1  | Nina Pinto           | Meu coração não è meu                  | 2 385     | 5,55%     | 3°        |
| 2  | Nucha                | Chuva                                  | 2 361     | 5,49%     | 4°        |
| 3  | Jorge Guerreiro      | Ai Lisboa                              | 1 276     | 2,97%     | 15°       |
| 4  | Banda Trocopasso     | O mundo de pernas para o ar            | 2 130     | 4,95%     | 5°        |
| 5  | Terra D'Água         | Amanhã no mar                          | 1 161     | 2,70%     | 21°       |
| 6  | Seis Po' Meia Dúzia  | Pássaro saudade                        | 1 701     | 3,96%     | 10°       |
| 7  | Nuno & Fábia         | Amar (Vieste para me salvar)           | 2 905     | 6,76%     | 2°        |
| 8  | Filipa Azevedo       | Há dias assim                          | 2 990     | 6,95%     | 1°        |
| 9  | Homens da Luta       | Luta assim não dá                      | -         | -         | -         |
| 10 | David Navarro        | Quem è que será?                       | 1 233     | 2,87%     | 16°       |
| 11 | Dennisa              | Meu mundo de sonhos                    | 1 219     | 2,84%     | 19°       |
| 12 | Paulo João Sousa     | Pintado a carvão                       | 411       | 0,96%     | 27°       |
| 13 | Nuno Pinto           | Fogo lento                             | 1 345     | 3,13%     | 13°       |
| 14 | Ricardo Levi         | Minha alma lusitana                    | 268       | 0,62%     | 29°       |
| 15 | Filipe Delgado       | Serei eu                               | 1 473     | 3,43%     | 11°       |
| 16 | Rui Nova             | Uma canção à Cid (O sol e as estrelas) | 1 226     | 2,85%     | 17°       |
| 17 | Filipa Galvão Telles | O amor não sabe                        | 2 118     | 4,93%     | 6°        |
| 18 | Ricardo Martins      | Caminheiro de mim                      | 1 143     | 2,66%     | 23°       |
| 19 | João Pedreira        | Destino qualquer                       | 951       | 2,21%     | 26°       |
| 20 | Gonçalo Tavares      | Rios                                   | 1 380     | 3,21%     | 12°       |
| 21 | Gonçalo Madruga      | Cores de um mundo                      | 1 225     | 2,85%     | 18°       |
| 22 | V-Boy                | Quando eu penso em ti                  | 1 156     | 2,69%     | 22°       |
| 23 | Vanessa              | Alvorada                               | 1 142     | 2,66%     | 24°       |
| 24 | Ouro                 | Arco-íris dentro de mim                | 1 336     | 3,11%     | 14°       |
| 25 | Evelyne Filipe       | A tua voz                              | 1 834     | 4,27%     | 9°        |
| 26 | Catarina Pereira     | Canta por mim                          | 2 036     | 4,74%     | 7°        |
| 27 | Claudisabel          | Contra tudo e todos                    | 1 974     | 4,59%     | 8°        |
| 28 | The Agency           | É assim que as coisas são              | 1 178     | 2,74%     | 20°       |
| 29 | Davi Duarte          | Serei alguém p'ra ti                   | 311       | 0,72%     | 28°       |
| 30 | Joana Lobo Anta      | Há dias                                | 1 125     | 2,62%     | 25°       |

## Semifinali

### Prima semifinale
| #  | Artista              | Brano                     | Televoto | Posizione |
| -- | -------------------- | ------------------------- | -------- | --------- |
| 1  | Nucha                | Chuva                     | 278      | 12°       |
| 2  | Ouro                 | Arco-íris dentro de mim   | 757      | 7°        |
| 3  | Claudisabel          | Contra tudo e todos       | 316      | 10°       |
| 4  | Filipa Azevedo       | Há dias assim             | 1 472    | 4°        |
| 5  | Jorge Guerreiro      | Ai Lisboa                 | 794      | 6°        |
| 6  | Dennisa              | Meu mundo de sonhos       | 699      | 8°        |
| 7  | Nuno Pinto           | Fogo lento                | 2 080    | 1°        |
| 8  | Filipa Galvão Telles | O amor não sabe           | 1 194    | 5°        |
| 9  | The Agency           | É assim que as coisas são | 1 614    | 3°        |
| 10 | Gonçalo Madruga      | Cores de um mundo         | 290      | 11°       |
| 11 | Evelyne Filipe       | A tua voz                 | 527      | 9°        |
| 12 | Vanessa              | Alvorada                  | 1 635    | 2°        |

### Seconda semifinale
| #  | Artista             | Brano                                  | Televoto | Posizione |
| -- | ------------------- | -------------------------------------- | -------- | --------- |
| 1  | Rui Nova            | Uma canção à Cid (O sol e as estrelas) | 1 689    | 6°        |
| 2  | Ricardo Martins     | Caminheiro de mim                      | 4 226    | 2°        |
| 3  | Nuno & Fábia        | Amar (Vieste para me salvar)           | 854      | 9°        |
| 4  | David Navarro       | Quem è que será?                       | 835      | 10°       |
| 5  | Catarina Pereira    | Canta por mim                          | 4 614    | 1°        |
| 6  | Filipe Delgado      | Serei eu                               | 946      | 8°        |
| 7  | V-Boy               | Quando eu penso em ti                  | 464      | 12°       |
| 8  | Terra D'Água        | Amanhã no mar                          | 828      | 11°       |
| 9  | Nina Pinto          | Meu coração não è meu                  | 972      | 7°        |
| 10 | Gonçalo Tavares     | Rios                                   | 1 783    | 5°        |
| 11 | Banda Trocopasso    | O mundo de pernas para o ar            | 3 978    | 3°        |
| 12 | Seis Po' Meia Dúzia | Pássaro saudade                        | 2 689    | 4°        |

## Finale
| #  | Artista              | Brano                                  | Punteggio | Punteggio | Punteggio | Punteggio | Punteggio | Posizione |
| #  | Artista              | Brano                                  | Giuria    | Giuria    | Televoto  | Televoto  | Totale    | Posizione |
| -- | -------------------- | -------------------------------------- | --------- | --------- | --------- | --------- | --------- | --------- |
| 1  | Filipa Galvão Telles | O amor não sabe                        | 38        | 0         | 1 238     | 0         | 0         | 12°       |
| 2  | Banda Trocopasso     | O mundo de pernas para o ar            | 93        | 5         | 4 608     | 8         | 13        | 4°        |
| 3  | Jorge Guerreiro      | Ai Lisboa                              | 50        | 1         | 794       | 0         | 1         | 10°       |
| 4  | Ricardo Martins      | Caminheiro de mim                      | 61        | 2         | 8 167     | 10        | 12        | 7°        |
| 5  | The Agency           | É assim que as coisas são              | 137       | 10        | 1 850     | 2         | 12        | 5°        |
| 6  | Seis Po' Meia Dúzia  | Pássaro saudade                        | 88        | 3         | 2 282     | 4         | 7         | 8°        |
| 7  | Nuno Pinto           | Fogo lento                             | 130       | 7         | 2 539     | 5         | 12        | 6°        |
| 8  | Catarina Pereira     | Canta por mim                          | 128       | 6         | 10 920    | 12        | 18        | 2°        |
| 9  | Filipa Azevedo       | Há dias assim                          | 193       | 12        | 3 237     | 7         | 19        | 1°        |
| 10 | Gonçalo Tavares      | Rios                                   | 89        | 4         | 2 278     | 3         | 7         | 9°        |
| 11 | Vanessa              | Alvorada                               | 130       | 8         | 3 182     | 6         | 14        | 3°        |
| 12 | Rui Nova             | Uma canção à Cid (O sol e as estrelas) | 23        | 0         | 1 673     | 1         | 1         | 11°       |

## All'Eurovision Song Contest

### Voto

#### Punti assegnati al Portogallo
| 12                                      | 10                            | 8                      | 7                     | 6           |
| --------------------------------------- | ----------------------------- | ---------------------- | --------------------- | ----------- |
| - Spagna                                | - Germania                    | - Francia              | - Islanda - Lettonia  | - Finlandia |
| 5                                       | 4                             | 3                      | 2                     | 1           |
| - Albania - Estonia - Moldavia - Serbia | - Belgio - Malta - Slovacchia | - Bosnia ed Erzegovina | - Macedonia - Polonia |             |

| 12         | 10                    | 8         | 7        | 6                              |
| ---------- | --------------------- | --------- | -------- | ------------------------------ |
|            |                       | - Francia |          | - Germania - Lettonia - Spagna |
| 5          | 4                     | 3         | 2        | 1                              |
| - Svizzera | - Armenia - Danimarca |           | - Serbia | - Islanda - Malta              |

#### Punti assegnati dal Portogallo
| Punti | Paese       |
| ----- | ----------- |
| 12    | Belgio      |
| 10    | Grecia      |
| 8     | Moldavia    |
| 7     | Bielorussia |
| 6     | Islanda     |
| 5     | Slovacchia  |
| 4     | Estonia     |
| 3     | Malta       |
| 2     | Serbia      |
| 1     | Russia      |

| Punti | Paese     |
| ----- | --------- |
| 12    | Spagna    |
| 10    | Romania   |
| 8     | Grecia    |
| 7     | Francia   |
| 6     | Moldavia  |
| 5     | Belgio    |
| 4     | Danimarca |
| 3     | Norvegia  |
| 2     | Russia    |
| 1     | Germania  |